# Weser-Egge-Bus
Die Weser-Egge-Bus GmbH & Co. KG ist ein regionaler Zusammenschluss von drei Busunternehmen aus dem Kreis Höxter. Die Bietergesellschaft setzt sich aus den Firmen Auto-Risse Reiseunternehmen GmbH & Co. KG (Höxter), Pollmann Reisen GmbH (Nieheim) und Reifers Reisen GmbH & Co. KG (Warburg) zusammen.
Die Leistungen der Weser-Egge-Bus GmbH & Co. KG gingen zum 1. August 2020 zur go.on Gesellschaft für Bus- und Schienenverkehr mbH über.

## Geschichte
Die Weser-Egge-Bus GmbH & Co. KG wurde am 7. Juni 2014 durch Bernhard Risse, Dieter Pollmann und Tobias Krefeld gegründet.
Kurz darauf, seit dem 6. Juli, wurden die ersten beiden Konzessionen gewonnen. Es handelt sich dabei um das Linienbündel 3 „Brakel“, welches elf Buslinien umfasst, sowie das Linienbündel 4 „Warburger Börde“ mit acht Buslinien. Seitdem werden dort alle wichtigen Linien im Stundentakt gefahren. Mit diesem Fahrplanwechsel wurden auch erstmals Linien umbenannt. Aus der Linie 580 zwischen Brakel und Nieheim wurde die Regionalbus-Linie R81, die durch das vorangestellte „R“ gekennzeichnet wird. So wurde auch aus der Linie 550 eine Regionalbus-Linie, die R55. Genauso ist es auch in der Warburger Börde geschehen. Die Linie 520 wurde zur R52 und die 530 wurde zur R35.
Zwei Jahre später, am 10. Juli 2016, gelang der nächste Erfolg. Es wurde das Linienbündel 9 „Nordkreis Höxter“ mit elf Linien und das Linienbündel 11 „Wesertal“ mit fünf Linien hinzugewonnen. Somit betreibt die Gesellschaft aktuell 35 Linien im gesamten Kreis Höxter. Mit der Übernahme wurden ebenfalls einige Änderungen durchgeführt. Auch dort fahren alle wichtigen Linien nun im Stundentakt und es wurden wieder Änderungen an Linien und dessen Bezeichnungen durchgeführt. So wurde aus den ehemaligen Linien 576, zwischen Bad Driburg und Sandebeck, und 581, zwischen Steinheim und Grevenhagen, die Linie R76, die nun zwischen Bad Driburg und Steinheim verkehrt. Diese fährt zudem direkt weiter als Linie R75 nach Nieheim, bzw. kommt von dort. Auch diese Verbindung wurde umbenannt. Sie trug vorher die Liniennummer 575. Aus der Linie 583 wurde die Linie R83, die Linie R91 wurde bereits zu Zeiten der BahnBus Hochstift umbenannt und in Vörden geteilt. Im Länderdreieck um Beverungen wurde aus der Linie 220 zwischen Höxter, Beverungen und Bad Karlshafen die Regionalbus-Linie R22, aus der Linie 560 zwischen Borgentreich, Beverungen und Lauenförde die R36.
Da eine wirtschaftliche Erbringung der Linienleistungen der Linienbündel 9 und 11 nicht mehr möglich war, wurde die Weser-Egge-Bus zum 1. März 2019 davon entbunden. Die Verbindungen wurden aber durch eine Notvergabe sichergestellt und werden nach einem Beschluss des Nahverkehrsverbundes Paderborn/Höxter (nph) weiterhin durch die Busse der Weser-Egge-Bus bedient. Der Zeitraum bis zum 1. August 2020 wird stattdessen genutzt, um einen Unternehmer zu finden, der anschließend die Leistungen der beiden Linienbündel übernimmt.
Seit dem 1. August 2020 gingen die Leistungen der Linienbündel 3, 4, 9 und 11 zur go.on Gesellschaft für Bus- und Schienenverkehr über, bei der Pollmann Reisen und Risse Reisen bereits Gesellschafter waren und Reifers Reisen als Gesellschafter eingestiegen ist.

## Liniennetz
Das Liniennetz Weser-Egge-Bus GmbH & Co. KG setzt sich aus zehn Regionalbus-Linien, zehn lokalen Buslinien, vier Stadtverkehren, einem Bürgerbus sowie zehn Schulbuslinien zusammen. Die Regionalbus-Linien können an ihrem vorangestellten „R“ erkannt werden. Sie stellen die wichtigsten Verbindungen im Liniennetz des Kreises dar. Die lokalen Buslinien tragen genauso wie die Schulbuslinien, Stadtverkehre und der Bürgerbus lediglich dreistellige Nummern, die alle mit der Ziffer „5“ beginnen, welche für die Buslinien des Kreises Höxter steht.
Die Regionalbuslinien sowie einige lokale Buslinien (532, 533, 535, 555, 570, 571, 572, 584, 585, 586) verkehren Montag bis Freitag von 5:45 bis 21:00 Uhr im Stundentakt. Die Linien 525 und 565 verkehren unter der Woche im 2-Stunden-Takt. An Samstagen sind alle Regionalbuslinien sowie die oben genannten lokalen Buslinien bis auf 565, 571 und 572 im 2-Stunden-Takt unterwegs. An Sonn- und Feiertagen werden im gesamten Liniennetz keine Fahrten angeboten.
Die ehemaligen Verbindungen der „WEB“ können der nachfolgenden Liste entnommen werden:
| Linie | Strecke | Anmerkungen        |
| R22   | Höxter – Godelheim – Amelunxen – Wehrden – Blankenau – Beverungen – Lauenförde – Würgassen – Herstelle – Bad Karlshafen                                                                                     |                    |
| R35   | Warburg – Dössel – Großeneder – Lütgeneder – Borgentreich |                    |
| R36   | Borgentreich – Natzungen – Borgholz – Dalhausen – Beverungen – Lauenförde |                    |
| R52   | Warburg – Hohenwepel – Engar – Ikenhausen – Löwen – Peckelsheim |                    |
| R55   | Brakel – Rheder – Siddessen – Gehrden – Fölsen – Niesen – Peckelsheim |                    |
| R75   | Nieheim – Pömbsen – Bad Hermannsborn – Schönenberg – Reelsen – Alhausen – Bad Driburg |                    |
| R76   | Bad Driburg – Reelsen – Langeland – Erpentrup – Grevenhagen – Merlsheim – Himmighausen – Sandebeck – Bergheim – Vinsebeck – Ottenhausen – Steinheim                                                         |                    |
| R81   | Brakel – Albrock – Erwitzen – Holzhausen – Nieheim |                    |
| R83   | Nieheim – Eichholz – Bergheim – Vinsebeck – Steinheim / Nieheim – Oeynhausen – Bergheim – Eichholz – Steinheim                                                                                              |                    |
| R91   | Vörden – Münsterbrock – Sommersell – Rolfzen – Eversen – Thienhausen – Steinheim |                    |
| 511   | Ossendorf – Rimbeck – Scherfede – Bonenburg – Ikenhausen – Löwen – Peckelsheim | Schulverkehr       |
| 523   | Stammen – Trendelburg – Deisel – Helmarshausen – Bad Karlshafen – Herstelle – Beverungen | Schulverkehr       |
| 524   | Dalhausen – Tietelsen – Rothe – Natingen – Borgholz / Dalhausen – Jakobsberg – Haarbrück | Schulverkehr       |
| 525   | Brakel – Erkeln – Rothe – Tietelsen – Drenke – Beverungen |                    |
| 531   | Warburg – Hohenwepel – Dössel – Daseburg | Schulverkehr       |
| 532   | Borgentreich – Bühne – Muddenhagen – Manrode |                    |
| 533   | Beverungen – Jakobsberg – Haarbrück – Langenthal – Manrode – Muddenhagen – Bühne |                    |
| 535   | Warburg – Daseburg – Rösebeck – Körbecke – Bühne – Borgentreich |                    |
| 552   | Brakel – Rheder – Hampenhausen – Auenhausen – Frohnhausen – Drankhausen – Natzungen – Borgholz – Dalhausen / Brakel – Rheder – Hampenhausen – Frohnhausen – Auenhausen – Natingen – Borgholz – Borgentreich |                    |
| 553   | „Stadtverkehr Brakel“ | Montag bis Freitag |
| 554   | „BürgerBus Brakel“ Stadtmitte – Krankenhaus – Hembser Berg – Weststadt – Stadtmitte | Montag bis Freitag |
| 555   | Brakel – Erkeln – Beller – Hembsen – Bruchhausen – Ottbergen – Hembsen – Beller – Erkeln – Brakel |                    |
| 557   | Hembsen – Beller – Erkeln – Hainhausen – Bökendorf – Bellersen | Schulverkehr       |
| 559   | Willegassen – Schweckhausen – Peckelsheim | Schulverkehr       |
| 565   | Borgentreich – Eissen – Peckelsheim | Montag bis Freitag |
| 570   | Brakel – Riesel – Istrup – Herste – Bad Driburg |                    |
| 571   | „Stadtverkehr Nieheim West“ Nieheim – Oeynhausen – Himmighausen – Hohenbreden – Erpentrup – Nieheim | Montag bis Freitag |
| 572   | „Stadtverkehr Nieheim Ost“ Nieheim – Entrup – Sommersell – Kariensiek – Hagedorn – Rolfzen – Eversen – Entrup – Nieheim                                                                                     | Montag bis Freitag |
| 578   | Alhausen – Reelsen – Langeland – Erpentrup – Merlsheim – Schönenberg – Bad Hermannsborn – Pömbsen | Schulverkehr       |
| 584   | Nieheim – Externbrock – Bredenborn – Vörden |                    |
| 585   | Brakel – Modexen – Hainhausen – Bökendorf – Bellersen – Abbenburg – Altenbergen – Vörden |                    |
| 586   | „Ortsverkehr Marienmünster“ Vörden – Großenbreden – Papenhöfen – Kollerbeck – Langenkamp – Bönekenberg – Löwendorf – Hohehaus – Vörden                                                                      |                    |
| 587   | Löwendorf – Papenhöfen – Kollerbeck – Born – Ruensiek – Hagedorn – Steinheim | Schulverkehr       |
| 588   | Brakel – Bosseborn – Ovenhausen – Lütmarsen – Brenkhausen – Fürstenau – Bödexen – Albaxen – Stahle | Schulverkehr       |
| 589   | Vörden – Hohehaus – Bremerberg – Löwendorf – Fürstenau – Bödexen | Schulverkehr       |

Zu den Schulzeiten können die hier angegebenen Linienwege abweichen.
Zusätzlich zu den Linienverkehren werden zum Brakeler Annentag, zum Nieheimer Käsemarkt, zum Steinheimer Rosenmontagsumzug sowie zur Warburger Oktoberwoche Sonderverkehre angeboten.

## Fahrzeuge

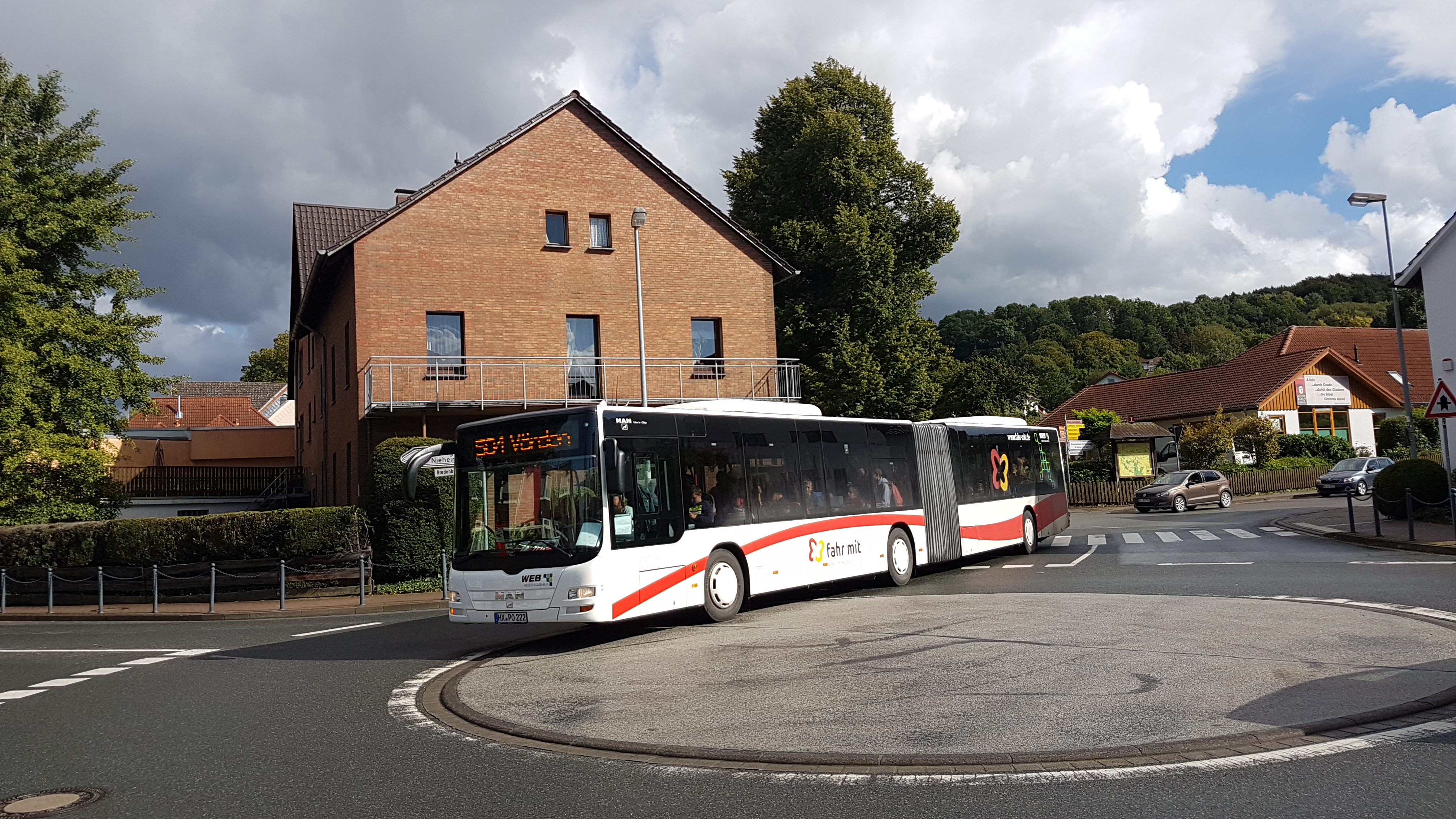
Im "fahr mit"-Design beklebter Linienbus von Pollmann Reisen im Auftrag der Weser-Egge-Bus

Im Linienverkehr der Weser-Egge-Bus sind von Montag bis Samstag insgesamt 51 Fahrzeuge im Einsatz. Dabei handelt es sich fast ausnahmslos um Fahrzeuge der Abgasnorm Euro 6. Es handelt sich bei allen Fahrzeugen um Niederflurbusse bzw. teilweise um sogenannte "Low-Entry-Busse", die im vorderen Teil als Niederflurfahrzeug gebaut sind und im hinteren Teil Merkmale eines Hochflurbusses zeigen. Zudem sind alle Fahrzeuge mit einer Klapp-Rampe für Rollstühle und Kinderwagen sowie mit einer „Kneeling-Einrichtung“ zum Absenken auf Bordstein-Niveau ausgerüstet. Auch genügende Abstellflächen sind in den hinteren Einstiegsbereichen vorhanden. Außerdem sind die Fahrzeuge im Normalfall mit mindestens vier Überwachungskameras ausgestattet. Des Weiteren wird den Fahrgästen durch Linienverlaufsanzeigen in den Fahrzeugen der aktuelle Linienverlauf angezeigt. Die Weser-Egge-Bus-Fahrzeuge verfügen fast ausnahmslos über WLAN-Einrichtungen, die in Zusammenarbeit mit dem Nahverkehrsverbund Paderborn/Höxter (nph) zur Verfügung gestellt werden. Dieser Service wird seit 2016 flächendeckend in den Kreisen Paderborn und Höxter angeboten.
Der Fuhrpark der drei Unternehmer setzt sich für den Linieneinsatz wie folgt zusammen:
Solobusse:
- MAN Lion’s City
- MAN Lion’s City Ü
- MAN Lion’s City LE
- MAN NÜ 263
- Mercedes-Benz Citaro Facelift LE
- Mercedes-Benz Citaro Facelift LE Ü
- Mercedes-Benz Citaro 2 LE
- Mercedes-Benz O 405 N²
- Neoplan Centroliner
- Neoplan Centroliner Evolution

Gelenkbusse:
- MAN Lion’s City G
- MAN NG 313
- Mercedes-Benz Citaro G
- Mercedes-Benz Citaro Facelift G
- Mercedes-Benz Citaro 2 G

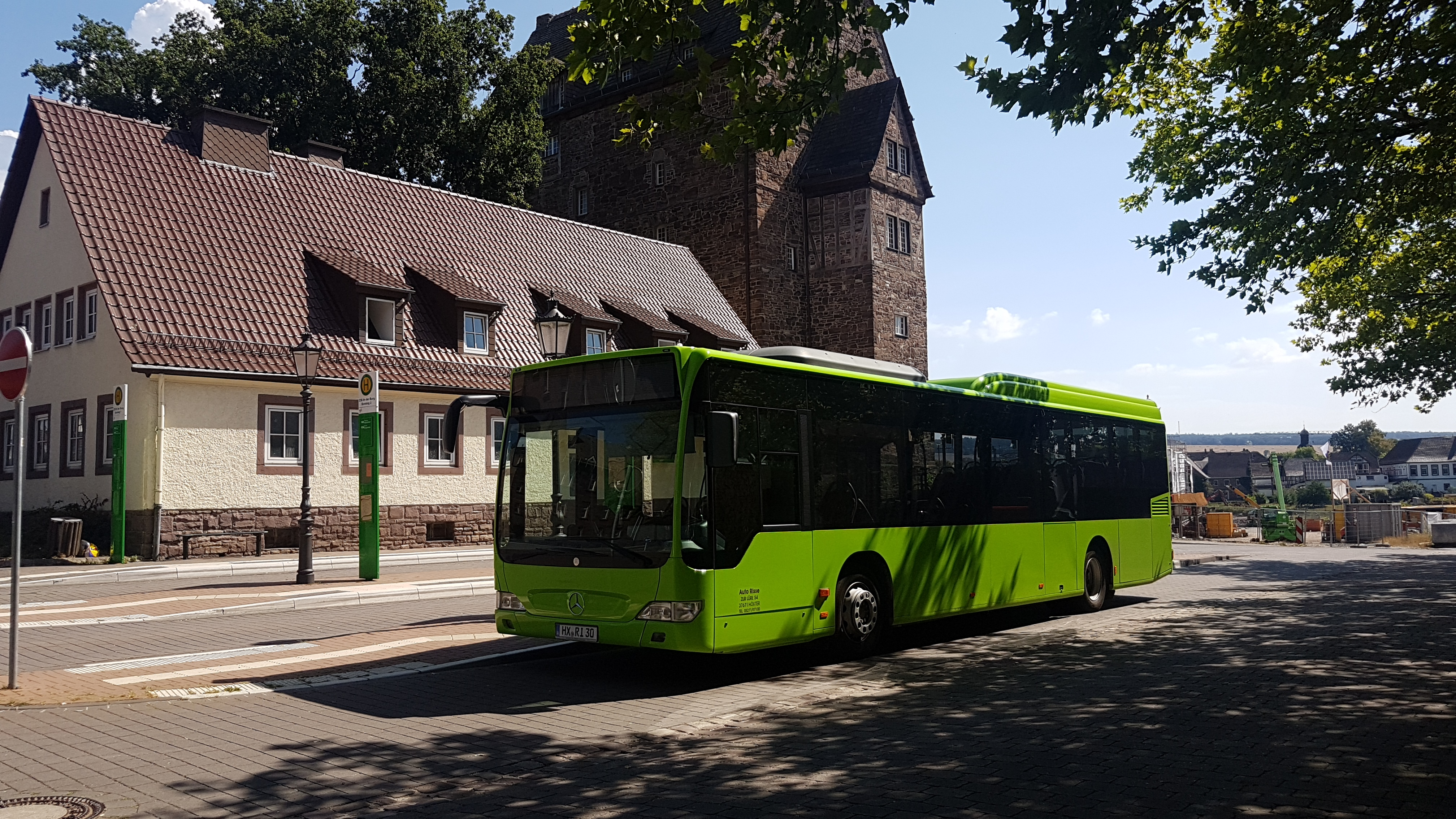
Mercedes-Benz Linienbus von Risse Reisen

Hinzu kommen noch Fahrzeuge der beiden Subunternehmer, dem Omnibusbetrieb Marion Breustedt e.K. (Brakel) und Rose Reisen GmbH (Borgentreich-Großeneder).

## Bürgerbus Brakel

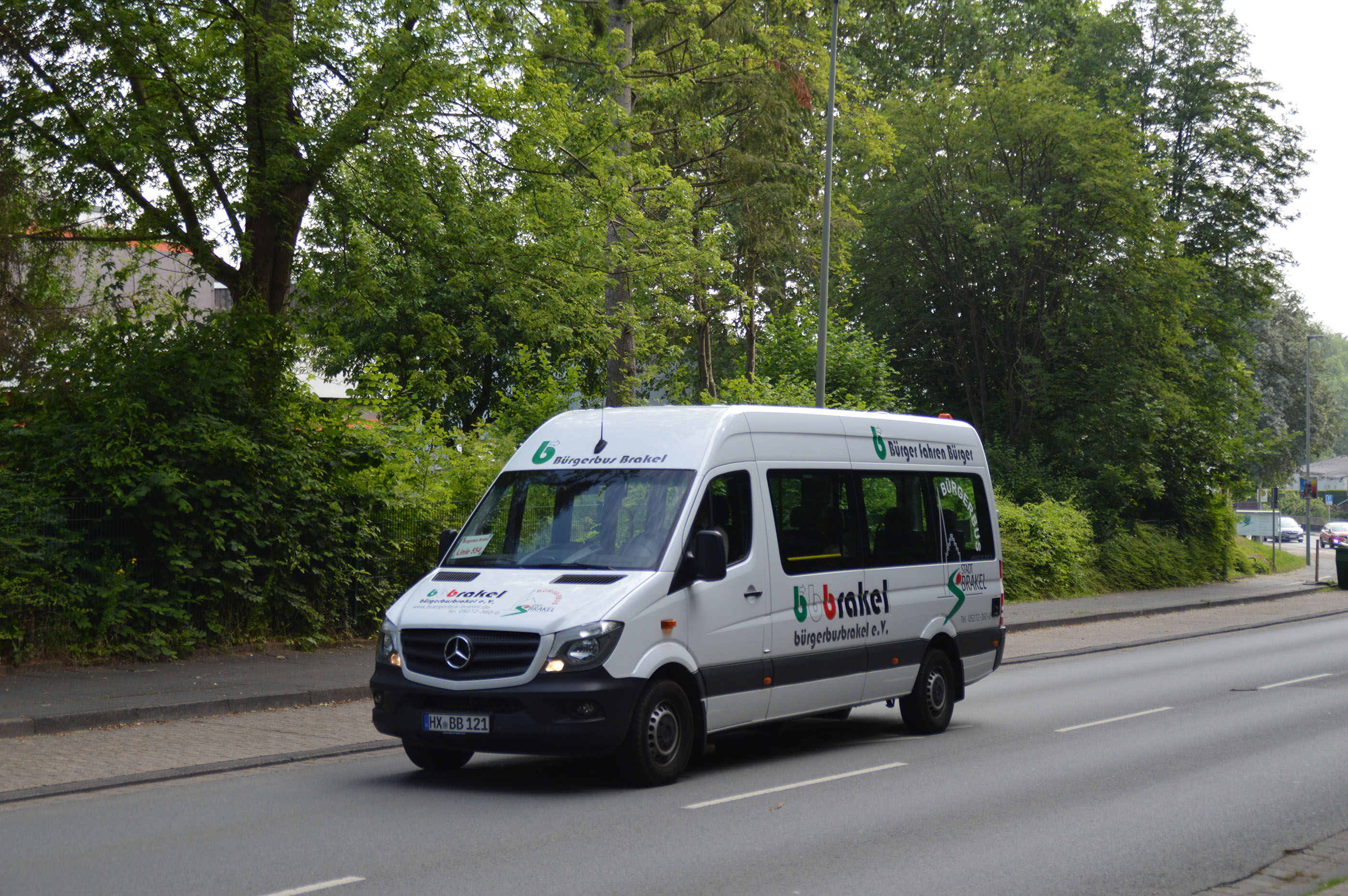
Bürgerbus Brakel

Der Bürgerbus in Brakel ging am 17. Oktober 2011 als 101. Bürgerbus in Nordrhein-Westfalen an den Start. Er verkehrt von Montag bis Freitag zwischen 8:00 und 18:40 Uhr im annähernden 90-Minuten-Takt, wodurch insgesamt acht Fahrten zustande kommen. Eine Fahrt teilt sich dabei in drei Abschnitte auf, welche jeweils an der Haltestelle „Stadtmitte“ starten und enden. Die erste Fahrt führt zum Krankenhaus, anschließend geht es auf den „Hembser Berg“ und zuletzt durch die Weststadt. Derzeit engagieren sich 32 Fahrerinnen und Fahrer im Bürgerbus-Verein.

## Tickets und Tarife
Im Netz der Weser-Egge-Bus gilt seit dem 1. August 2017 der WestfalenTarif vom Zweckverband Nahverkehr Westfalen-Lippe (NWL), der den Hochstift-Tarif des Nahverkehrsverbundes Paderborn/Höxter (nph) ablöste. Außerdem gelten die Tickets des NRW-Tarifs. Für den BürgerBus Brakel ist zudem eine Kurzstrecke und ein 4erTicket als Kurzstrecke erhältlich.